# Atypophthalmus (Microlimonia) omogoensis
Atypophthalmus (Microlimonia) omogoensis is een tweevleugelige uit de familie steltmuggen (Limoniidae). De soort komt voor in het Palearctisch gebied.